# Данајци
Данајци (стгрч. Δαναοί []) су били грчко племе и становници града Арга на Пелопонезу.
Назив „Данајци” долази од имена њиховог праоца и утемељивача града Арга, краља Данаја.
Хомер је Данајцима називао све Грке под Илијем, а са тим у вези је и израз „Данајски дарови” сматра као опасан и погубан непријатељски дар – Тројански коњ.

## Напомена
1. ↑  Чувај се Данајаца и кад дарове носе – Вергилије, „Енејида“